# Steòrnabhagh
Steòrnabhagh (Engels: Stornoway) is een stad op het eiland Leòdhas in de Buiten-Hebriden, en vormt de hoofdplaats van de archipel.

## Omschrijving
Steòrnabhagh ligt aan de oostkust van het eiland, aan de zuidrand van een schiereiland in de Minch. De stad is het aankomstpunt van de veerboot vanuit Ulapul op het vasteland, en is in wezen de enige stad op de Buiten-Hebriden; het is dan ook bestuurlijk gezien de hoofdnederzetting. In Steòrnabhagh is de nijverheid tot bloei gekomen vanaf de 18de eeuw: de plek functioneert sinds die tijd als verbinding met het Schotse vasteland, en alhoewel de eilanden reeds 9000 jaar bewoond zijn, is de verstedelijking van het gebied rond Steòrnabhagh pas in de vroege 20e eeuw op gang gekomen, met de opkomst van reguliere scheepsverbindingen die de meeste grondstoffen en producten aanleverden. Ook vandaag wordt vanuit Steòrnabhagh nog het gros van de levensmiddelen en gebruiksvoorwerpen ingevoerd, omdat de Buiten-Hebriden in het algemeen schaars aan grondstoffen zijn.
Steòrnabhagh telt ruim 5600 inwoners. De stad heeft een universiteitscampus, het Lews Castle College, gevestigd in een 19de-eeuws kasteel dat uitkijkt over de haven. Het ziekenhuis van de Westelijke Eilanden is er gevestigd, en patiënten van zuidelijker eilanden worden er per helikopter heen getransporteerd. Er bevinden zich verschillende kerken, een aantal winkelstraten en diverse officiële instanties. Het Museum nan Eilean bevindt zich eveneens in Steòrnabhagh, alsmede het culturele centrum An Lanntair. Alle wegen van het eiland Leòdhas komen er samen.
Sinds medio 20e eeuw heeft de verstedelijking van het gebied op taalkundig vlak tot verengelsing geleid; ook de krant van de Buiten-Hebriden, Stornoway Gazette, die Steòrnabhagh als hoofdzetel heeft, publiceert voor de meerderheid in het Engels. Desalniettemin is wettelijk vastgelegd dat de officiële taal van het district Eilean Siar („Westelijke Eilanden“), en dus ook van de stad Steòrnabhagh, het Schots-Gaelisch is.
De stad is nog altijd een zeer kerkelijk en telt circa 10 kerken. De vissersplaats wordt daarom ook wel met het Nederlandse Urk vergeleken. Er zijn kerkgebouwen van onder meer de Associated Presbyterian Churches, Church of Scotland, Free Church of Scotland, Free Church of Scotland (Continuing), Free Presbyterian Church of Scotland en de Reformed Presbyterian Church of Scotland. Het kerkgebouw van de plaatselijke Free Church of Scotland heeft meer dan 1000 zitplaatsen en is daarmee de grootste Presbyteriaanse kerk van het Verenigd Koninkrijk. Het plan om de veerboot naar Ullapool ook op zondag te laten varen kreeg veel protest van het kerkelijk deel van de bevolking.

## Haven
Stornoway is geen drukke haven, zeker niet in de winter. Regelmatige gebruikers zijn de veerboot van en naar Ullapool, die twee keer per dag vaart; de vrachtferry Loch Seaforth; de tanker Border Heather en de visserij. In de zomer komen er gemiddeld 15 cruiseschepen. De tanker brengt gas en olie. Vrachtschepen leggen hier niet vaak aan. Het merendeel van de vracht komt met de reguliere veerboten van Caledonian MacBrayne. Alleen bulkgoederen komen met separate vrachtschepen.

## Rampen
- Op 1 januari 1919 zinkt de Iolaire in de The Minch, de zeestraat tussen Schotland en de Buiten-Hebriden. Het zeilschip loopt op de rotsen The Beasts of Holm, nabij de haveningang van Stornoway. Van de 280 opvarenden kwamen er 205 hierbij om het leven, waarmee het een van de grootste Britse zeerampen in vredestijd is.
- Op 8 december 1983 stort in de buurt van het eiland een Cessna neer, waarbij 10 inzittenden om het leven komen.

## Afbeeldingen

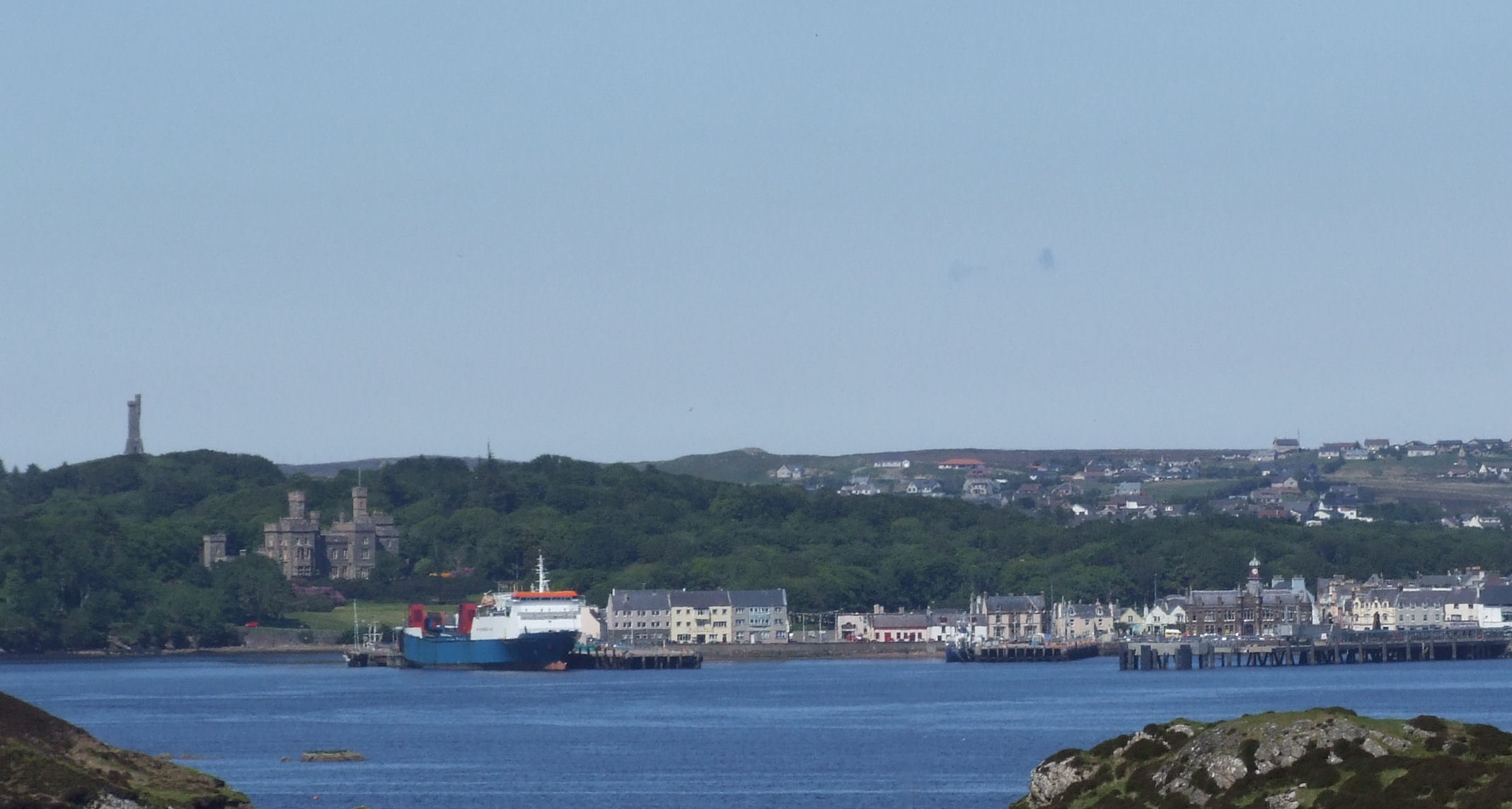
Panorama van Stornoway
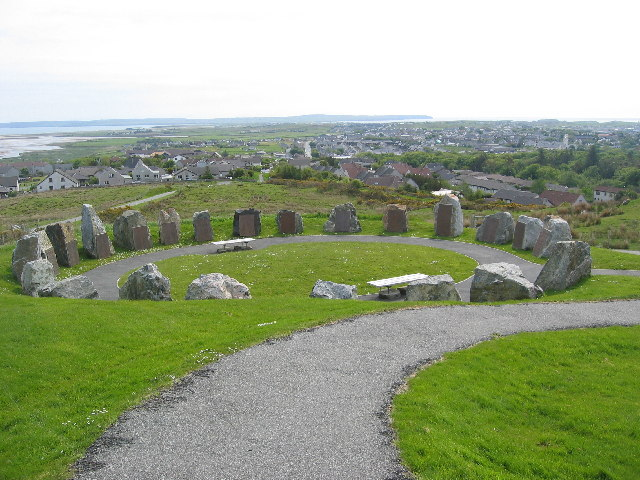
Oorlogsmonument
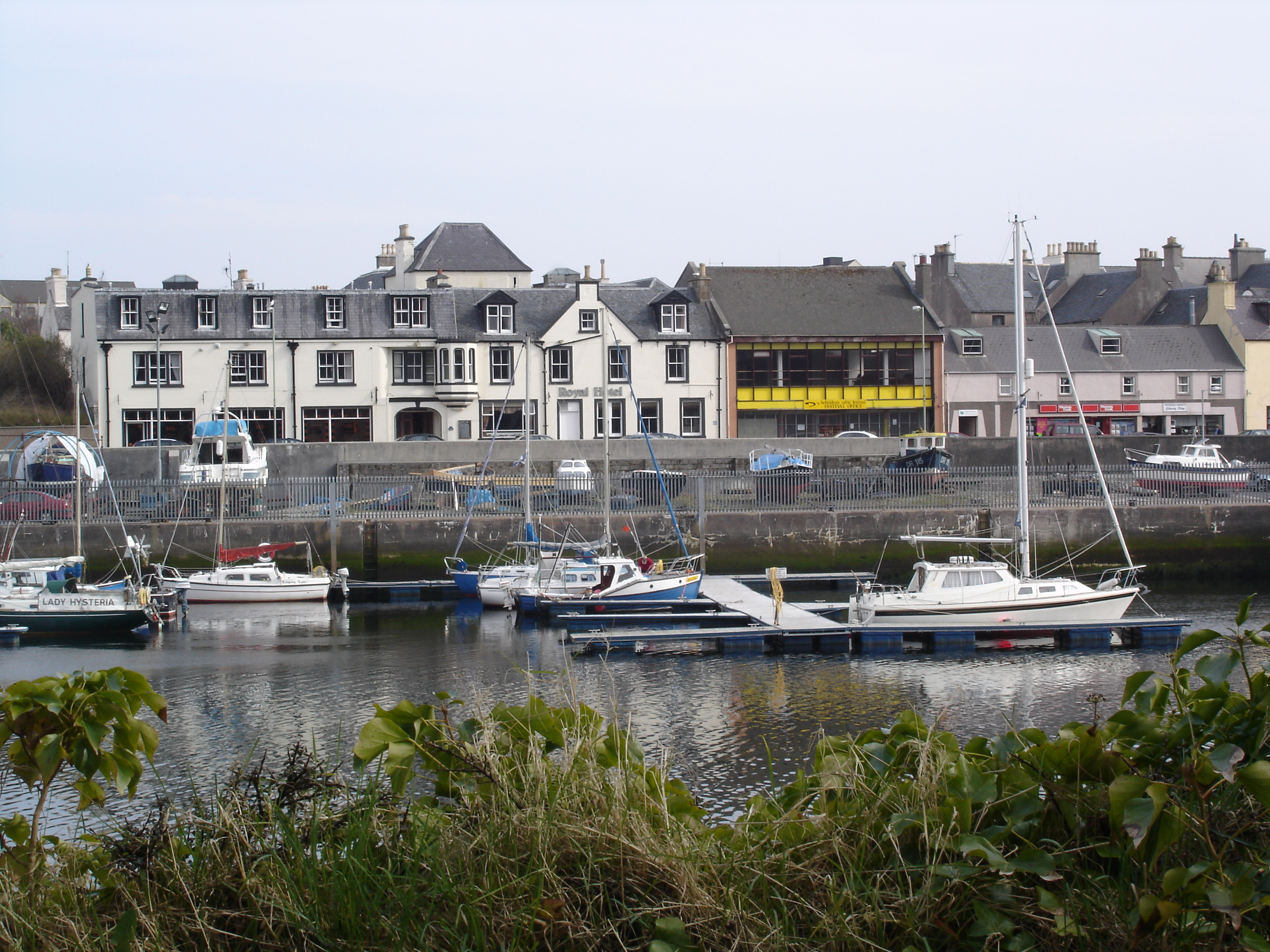
Zeiljachten
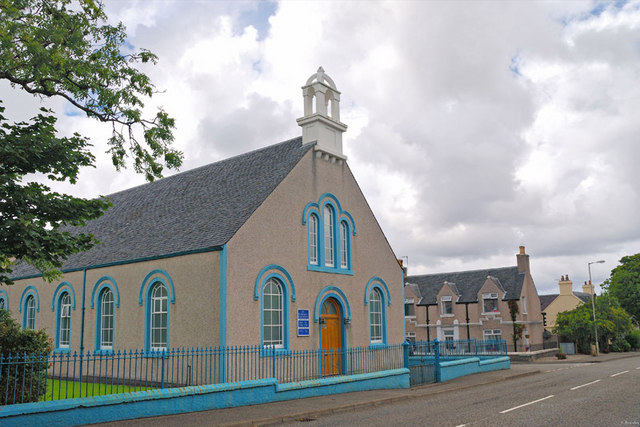
Free Presbyterian Church
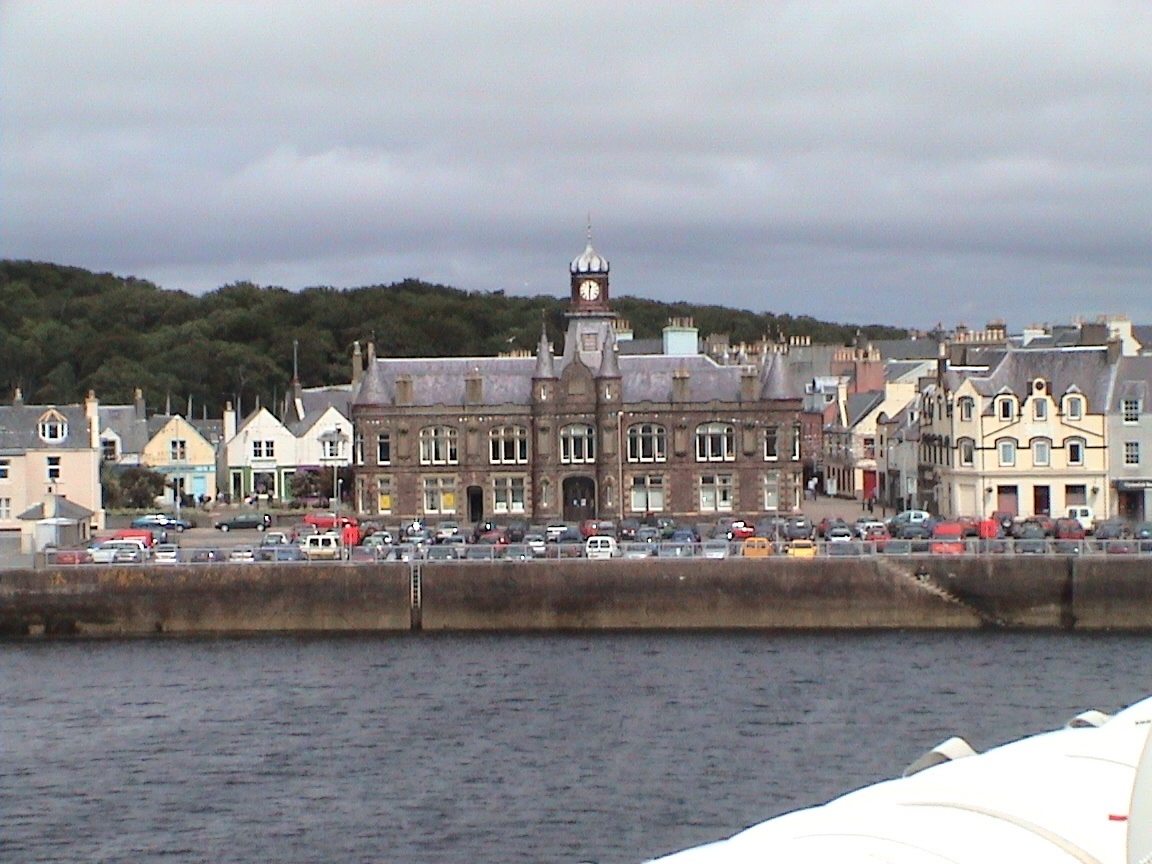
Haven
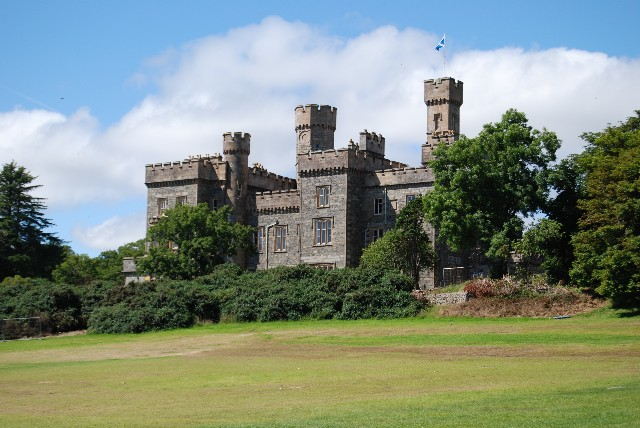
Lews Castle

## Geboren
- Alexander Mackenzie (1764-1820), ontdekkingsreiziger